# Tillandsia brealitoensis
Tillandsia brealitoensis är en gräsväxtart som beskrevs av Lieselotte Hromadnik. Tillandsia brealitoensis ingår i släktet Tillandsia och familjen Bromeliaceae. Inga underarter finns listade i Catalogue of Life.

## Bildgalleri

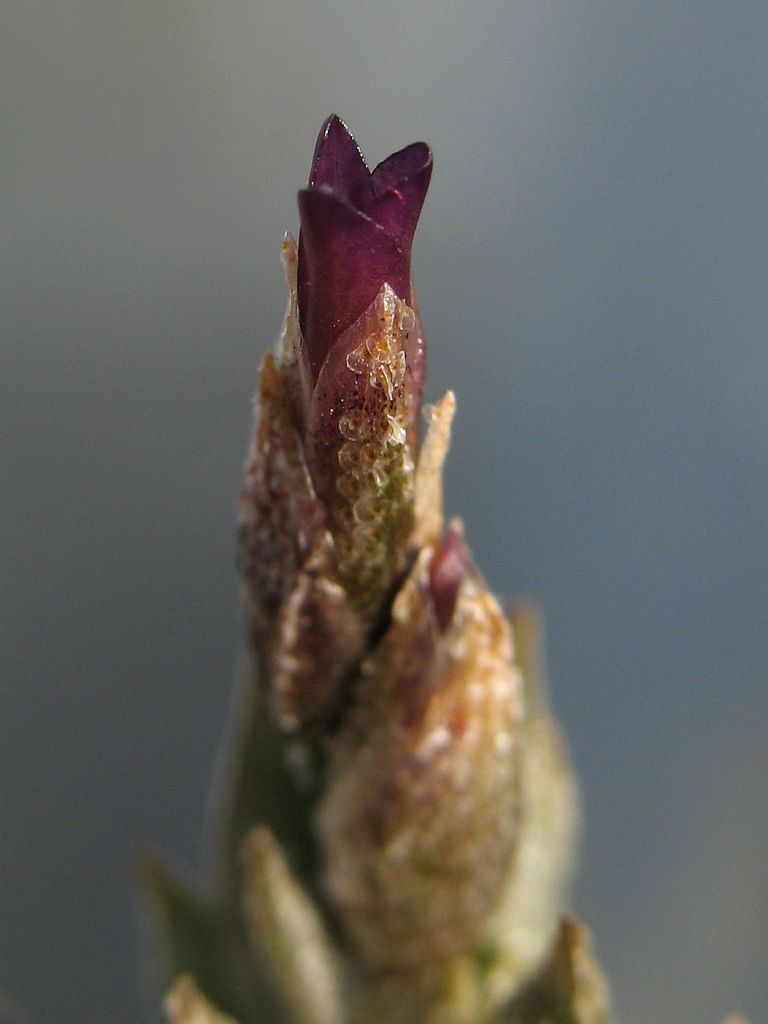
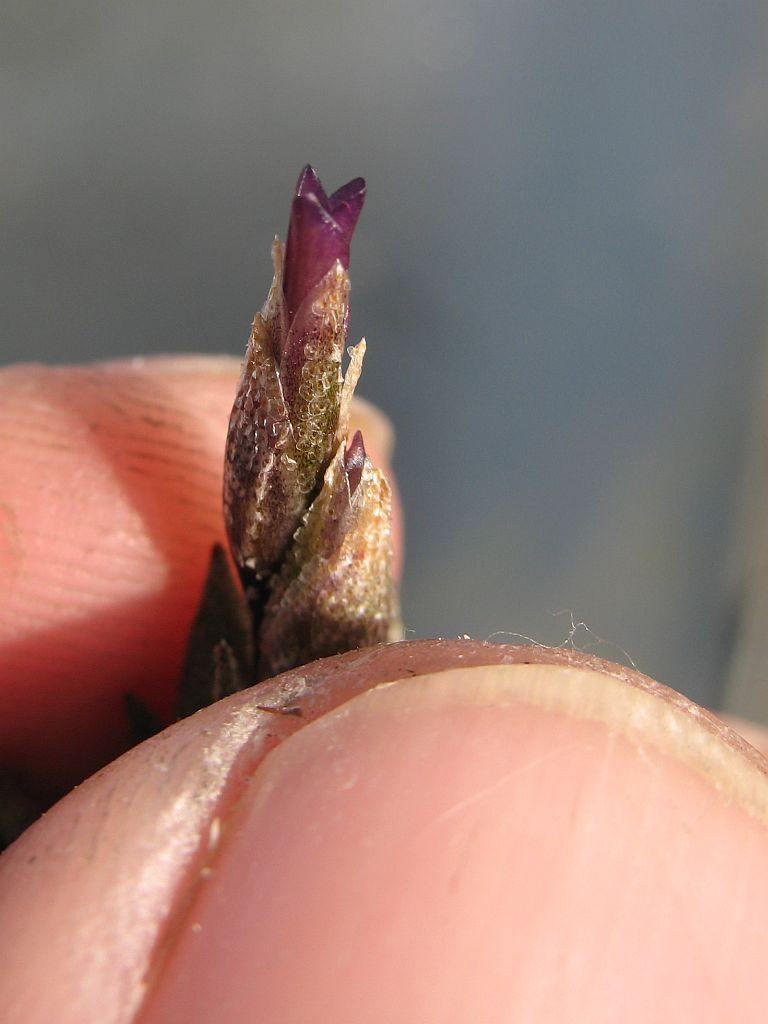